# 166
El año 166 (CLXVI) fue un año común comenzado en martes del calendario juliano, en vigor en aquella fecha.
En el Imperio romano el año fue nombrado el del consulado de Pudente y Polión, o menos frecuentemente, como el 919 ab urbe condita, siendo su denominación como 166 a principios de la Edad Media, al establecerse el anno Domini.

## Acontecimientos

### Imperio romano
- Lucio Vero termina la campaña militar contra el Imperio parto por el control de Armenia.
- Marco Aurelio nombra su sucesor a su hijo Marco Annio Vero César (162 - 169), de solo cuatro años. Sin embargo, morirá solo tres años después, sin llegar por tanto a alcanzar la dignidad imperial.

### Asia
- Una expedición comercial enviada en tiempos de Antonino Pío llega a China.
- Chogo asciende al trono de Baekje, en Corea, sucediendo a su padre Gaeru.

### Religión
- Es nombrado papa Sotero, tras la muerte de San Aniceto, su predecesor.

## Nacimientos
- Taishi Ci, general de Wu.

## Fallecimientos
- San Aniceto, papa de la Iglesia Católica.
- Gaeru, rey de Baekje.